# Topola, Dobrici
Topola (în bulgară Топола, în română Suiuciucul Turcesc) este un sat în comuna Kavarna, regiunea Dobrici, Dobrogea de Sud, Bulgaria. 
Între anii 1913-1940 a făcut parte din plasa Balcic a județului Caliacra, România. Majoritatea locuitorilor erau tătari.

## Demografie
Componența etnică a satului Topola
     Turci (2,89%)
     Bulgari (18,11%)
     Romi (9,42%)
     Nicio identificare (69,56%)
La recensământul din 2011, populația satului Topola era de 138 locuitori. Nu există o etnie majoritară, locuitorii fiind bulgari (18,11%), romi (9,42%) și turci (2,89%). Pentru 69,56% din locuitori nu este cunoscută apartenența etnică.